# Braunkohlenwerk Puschwitz
Das Braunkohlenwerk Puschwitz war ein Bergbaubetrieb im Lausitzer Braunkohlerevier bei Puschwitz in Sachsen.

## Geschichte

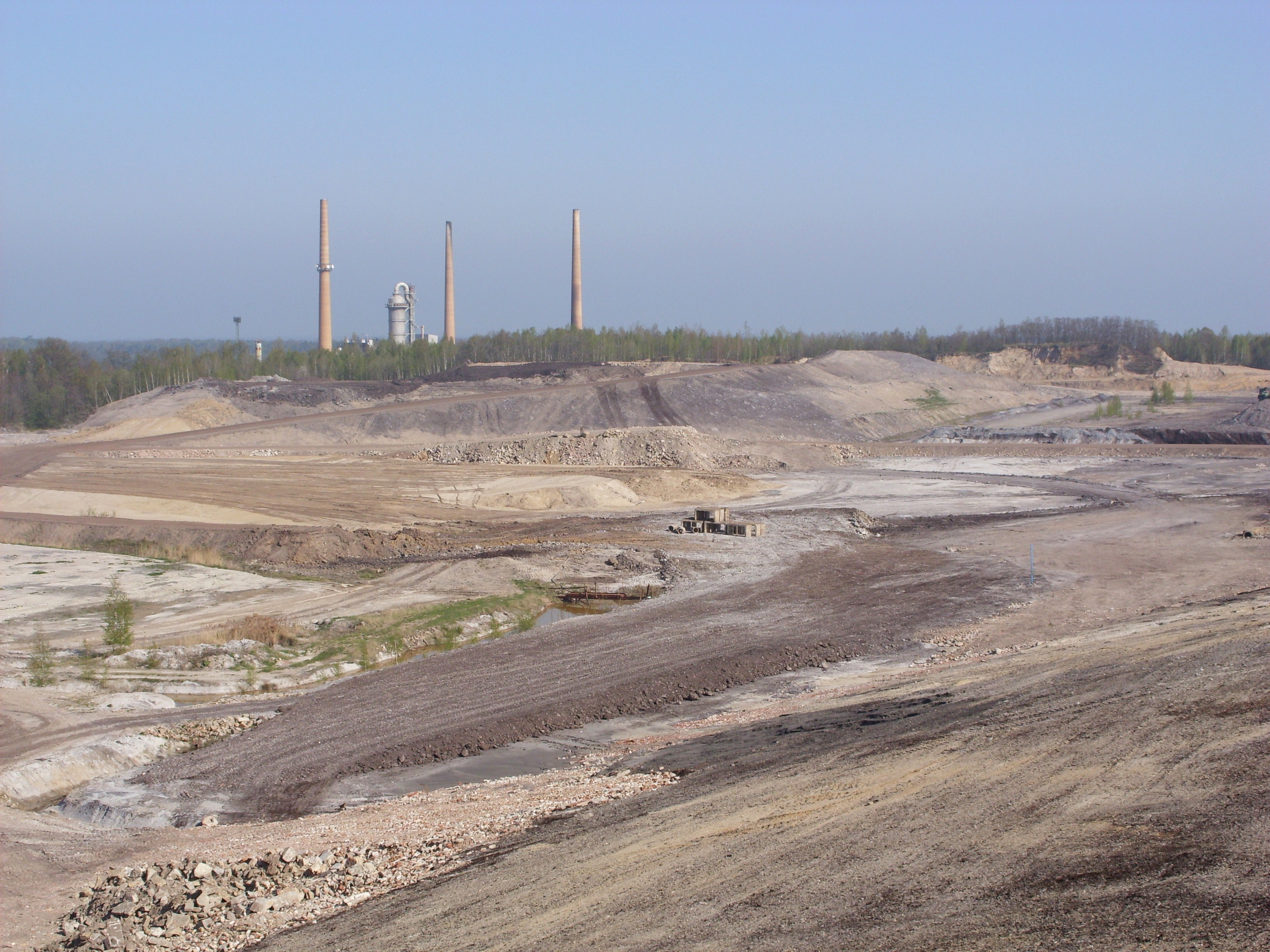
Der Tagebau, im Hintergrund die Feuerfestwerke Wetro (2009)

Die Oberlausitz nördlich von Bautzen besitzt sehr reiche Braunkohle-, Ton- und Kaolinvorkommen, die schon Mitte des 19. Jahrhunderts Anlass zu regem Bergbau gaben. Die Braunkohlenförderung auf der Flur Puschwitz begann ab 1817 durch ortsansässige Bauern und die Rittergüter Puschwitz und Guhra. Einen ersten Höhepunkt hatte die Förderung um 1854. Als im Jahr 1898 bei Wetro eine Schamottefabrik entstand, wurde schließlich die Braunkohle nur noch als Nebenprodukt für deren Zwecke gefördert. 
Eine völlig neue Situation entstand nach dem Zweiten Weltkrieg, als eine allgemeine Brennstoffknappheit herrschte. Der eigens gegründete VEB Braunkohlenwerk Puschwitz nahm die Braunkohleförderung wieder auf. Bereits im Jahr 1950 betrug die Jahresförderung 220.000 Tonnen Rohbraunkohle, die zu großem Teil zu Trockenpresslingen verarbeitet wurden. Der Versand der Produkte erfolgte über die 1947 gebaute Bahnstrecke Neschwitz–Wetro. Obwohl die Fördermenge rückläufig war, wurde noch 1956 eine neue Presskohlenanlage gebaut. Wegen weitgehender Erschöpfung der Vorräte wurde das VEB Braunkohlenwerk Puschwitz im Jahr 1960 wieder aufgelöst. 
Den Tagebau betrieb fortan der VEB Feuerfestwerke Wetro, der bis 1965 die Kohleförderung zugunsten der Tongewinnung ganz einstellte. Die Gebäude des Braunkohlenwerkes nutzte ab 1965 der VEB Plastelektronik und Spezialwiderstände Dresden als Fertigungsstätte.